# جنجر روجرز
جنجر روجرز (بالإنجليزية: Ginger Rogers)‏ (16 يوليو 1911 - 25 أبريل 1995) هي ممثلة سينمائية ومسرحية وراقصة ومغنية أمريكية. كما حصلت عام 1999 على الترتيب الرابع عشر لأفضل ممثلات السينما الأمريكية على الإطلاق عبر 100 عام وذلك ضمن فعاليات يقوم بها معهد الفيلم الأمريكي.

## روابط خارجية
- جنجر روجرز على موقع IMDb (الإنجليزية)
- جنجر روجرز على موقع الموسوعة البريطانية (الإنجليزية)
- جنجر روجرز على موقع روتن توميتوز (الإنجليزية)
- جنجر روجرز على موقع مونزينجر (الألمانية)
- جنجر روجرز على موقع ألو سيني (الفرنسية)
- جنجر روجرز على موقع ميوزك برينز (الإنجليزية)
- جنجر روجرز على موقع تيرنر كلاسيك موفيز (الإنجليزية)
- جنجر روجرز على موقع أول موفي (الإنجليزية)
- جنجر روجرز على موقع قاعدة بيانات برودواي على الإنترنت (الإنجليزية)
- جنجر روجرز على موقع قاعدة بيانات الأفلام السويدية (السويدية)